# Niklas Levy
Niklas Levy, född 20 mars 1950, var tillsammans med Ingvar Storm programledare för radioprogrammet Metropol i Sveriges Radio. Under 1993 var båda även radioprogramledare för programmet Storm&Levy. Han var även programledare för grammisgalan mellan 1988 och 1993. Därefter ledde han programmet Akvarium tillsammans med Lotta Bromé på Radio City 1994. Niklas Levy har även skrivit golfboken Matchen på Muirfield.